# 1985 في النرويج
فيما يلي قوائم الأحداث التي وقعت خلال عام 1985 في النرويج.

## سياسة

### تعيين في المنصب
- 1 يناير – داغ أندرسون نائب عضو برلمان النرويج  [لغات أخرى]‏.
- 4 أكتوبر – شيل ماغنه بونديفيك Deputy to the Prime Minister of Norway [الإنجليزية]‏.

## مواليد

### يناير
- 4 يناير – كاري آلفيك جريمسبو لاعبة كرة يد نرويجية.
- 10 يناير – غابرييل ليثاغ مغنية نرويجية.

### فبراير
- 15 فبراير – جوريل سنورويجين لاعبة كرة يد نرويجية.
- 17 فبراير – أندرس ياكوبسن طائر تزلج نرويجي.

### مايو
- 7 مايو – تونيا نوستفولد لاعبة كرة يد نرويجية.
- 21 مايو – ايبا لجاراب لاعب كرة قدم نرويجي.

### يونيو
- 13 يونيو – إيدا ألستاد لاعبة كرة يد نرويجية.
- 17 يونيو – إسبن كريستنسن لاعب كرة يد نرويجي.

### يوليو
- 17 يوليو – هينينغ هاوغير لاعب كرة قدم نرويجي.

### أكتوبر
- 11 أكتوبر – أويفيند جرام لاعب كرة قدم نرويجي.
- 11 أكتوبر – مارغريت بيرغر
- 23 أكتوبر – محمد عبد اللاوي لاعب كرة قدم نرويجي.

### نوفمبر
- 25 نوفمبر – ماريت مالم فرافيورد لاعبة كرة يد نرويجية.

### مارس
- 29 مارس – روالد أموندسين (مواليد 1913) لاعب كرة قدم نرويجي.

### مايو
- 31 مايو – أرني ساندي (مواليد 1905) ملاكم دنماركي.